# Chersotis anatolica
Chersotis anatolica là một loài bướm đêm trong họ Noctuidae.